# 2013 GQ136
2013 GQ136 est un objet transneptunien de magnitude absolue 6,5.
Son diamètre est estimé à 223 kilomètres.